# Daewoo Kalos

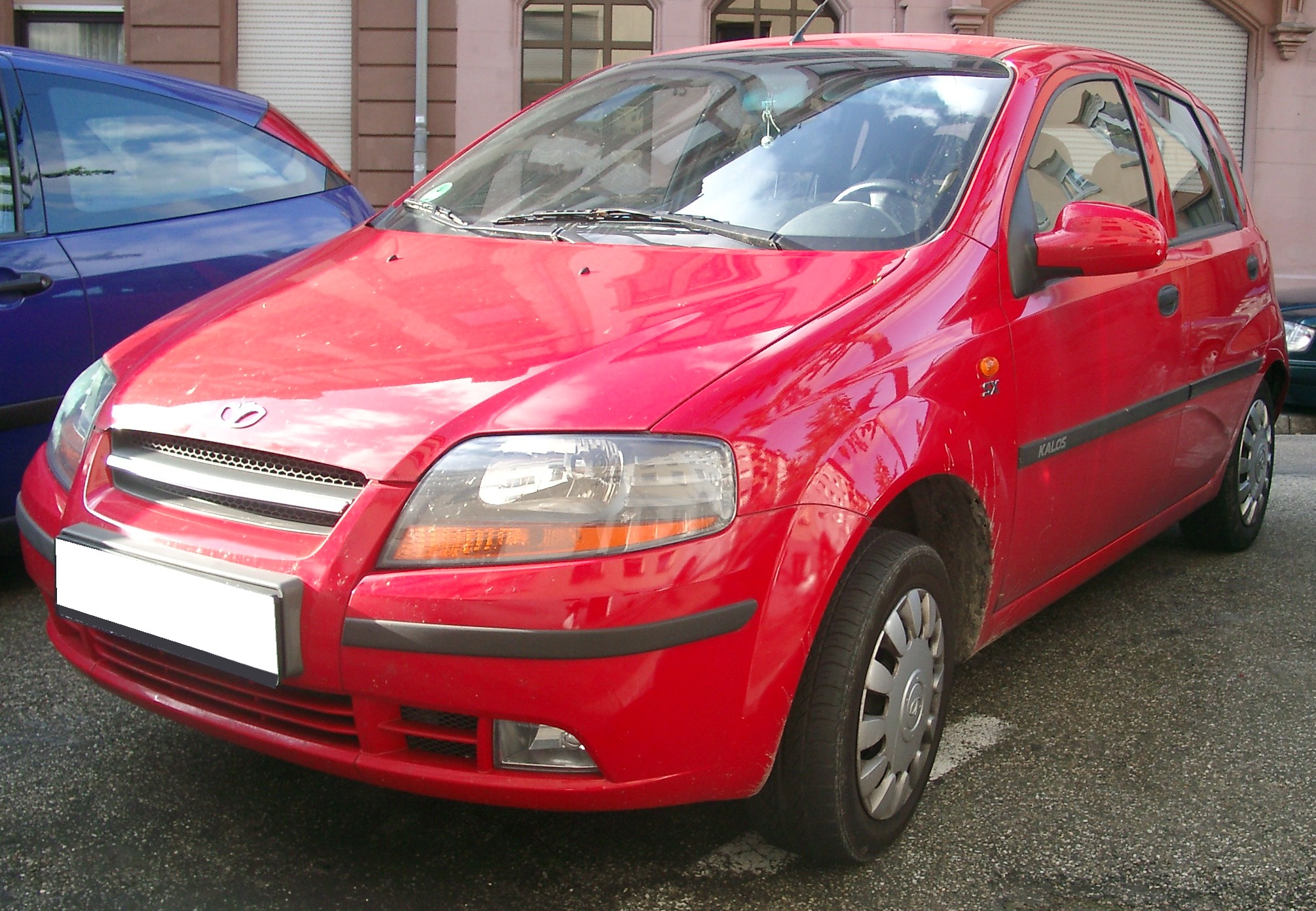
Daewoo Kalos

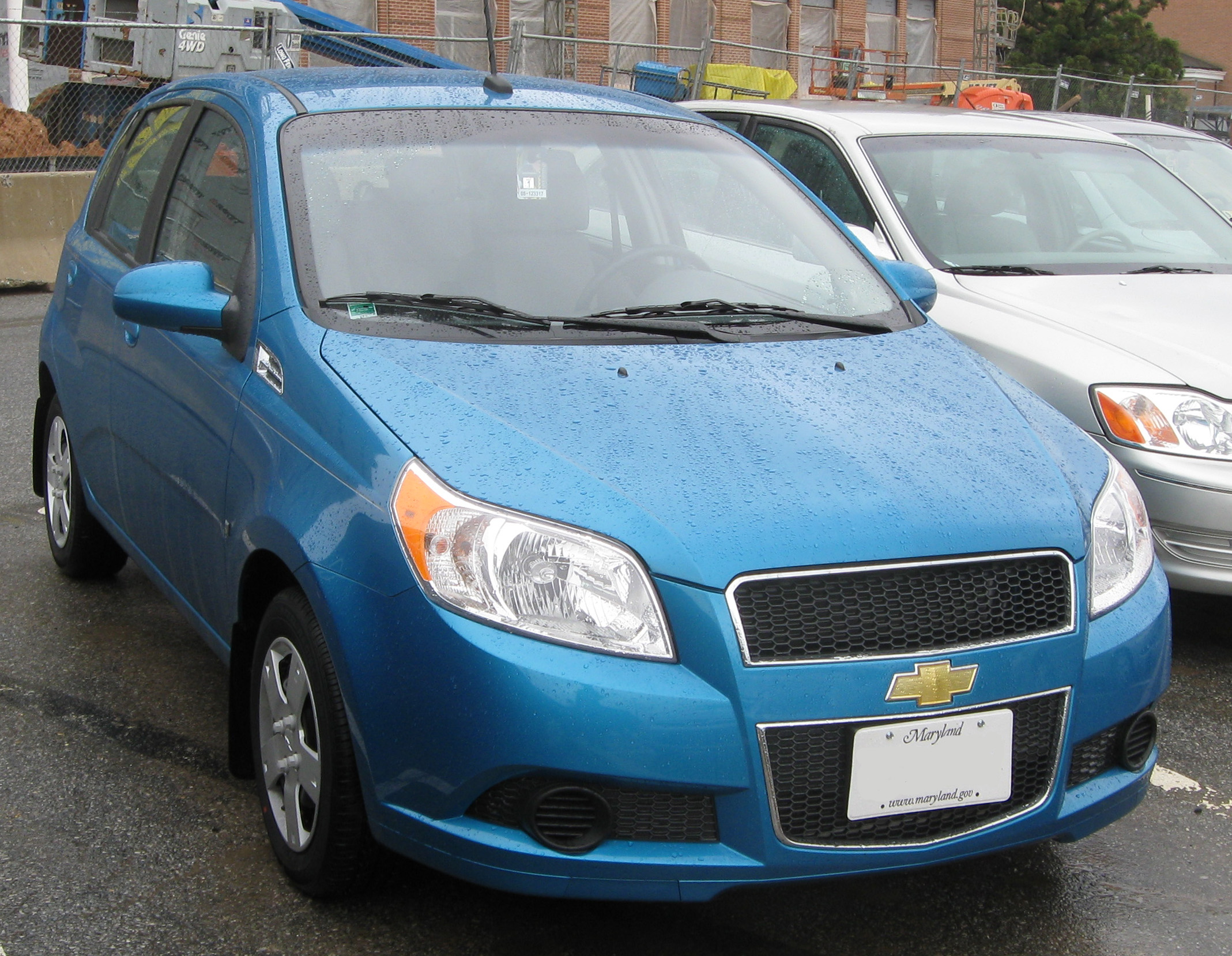
Chevrolet Aveo

Daewoo Kalos är en sydkoreansk småbil i samma storleksklass som Volkswagen Polo. Den presenterades 2002 och kom till Sverige 2003. Den ersatte då Daewoo Lanos och var den första nya Daewoo-modellen sedan det sydkoreanska företaget köpts upp av General Motors. Sedan 2004 gick den under namnet Chevrolet Kalos, men utseendet och tekniken är den samma. Modellen fanns i femdörrars halvkombi och fyradörrars sedan (ej i Sverige), samt från 2005 på vissa marknader som tredörrars halvkombi och ritades av Giorgetto Giugiaro. Det mest karaktäristiska med formen är kanske det lilla avböjda plåtvecket längs karossidan på platsen där annars en skyddslist brukar finnas. Femdörrars halvkombin krocktestaes av Euro NCAP och fick tre stjärnor av fem.

## Chevrolet Aveo

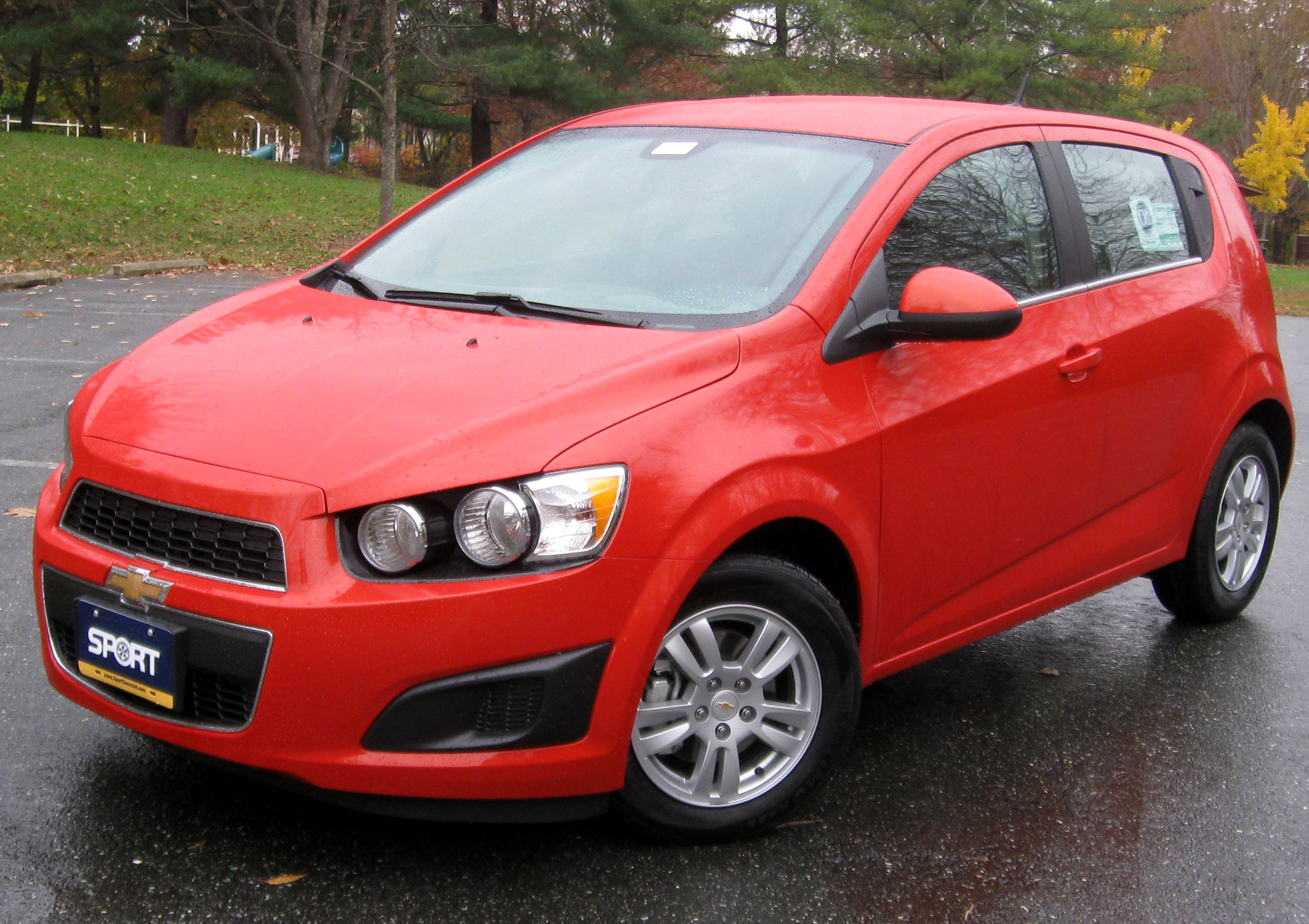
Chevrolet Aveo 2011

En uppdaterad och något omdesignad version kom 2006 med namnet Chevrolet Aveo först som sedan och senare även som halvkombi. Bilen fick kritik av Euro NCAP för bristande krockskydd. Den fick endast två stjärnor av fem, varav den ena var överstruken på grund av att föraren löpte för stor risk för livshotande skador. Även den australiska motsvarigheten, Holden Barina, fick dåligt resultat i ett australiskt krocktest, vilket ledde till minskad försäljning och negativ publicitet.
2011 kom en helt ny Aveo ut på marknaden med 5 stjärnor i Euro NCAP, samt det högsta totalbetyget någonsin för en bil i denna storleksklass (B-segmentet).

## Säljs även som
- Chevrolet Aveo
- Chevrolet Kalos
- Chevrolet Sonic
- Holden Barina
- Pontiac Wave